# 平田宏美
平田 宏美（ひらた ひろみ、1978年2月19日 - ）は、日本の女性声優。アイムエンタープライズ所属。広島県出身。

## 来歴
中学生の頃、テレビで映画『ベルリン・天使の詩』を観て、感動してティッシュ一箱分泣いたことが声優になろうと思うきっかけだったかもしれないと語っている。だが、当時は映画を字幕で観ていたので、ただ映画に関わりたいと考えていただけだった。
声優の職業を本格的に意識したのは、学校でジャッキー・チェン主演の映画『スパルタンX』が流行していた時。吹き替え版を見て、「ジャッキーの声っていつもあのままで、本人が話しているようだな」と感じたことが、声優に興味を持ち、志すきっかけとなった。
高校時代は親に声優の夢に反対されていたため、声優スクールへの進学資金を稼ぐためにバイトに明け暮れる日々だった。
代々木アニメーション学院、日本ナレーション演技研究所、ヴォアレーヴ出身。
初めての仕事は手塚ちはるがパーソナリティーを務めていたラジオ番組『カーニバルだよ、ちはる組』のアシスタントだった。初めて演じた役はテレビアニメ『課長王子』。初めて役名がついた役はゲーム『THE IDOLM@STER』の菊地真役。初レギュラーは『R.O.D -THE TV-』マギー・ムイ役となる。
2008年8月1日に自身のブログで、1年前の夏に結婚していたことを公表した。
2013年2月19日、誕生日に自身のブログで妊娠中であることを発表した。
2013年7月6日、ブログ内で6月下旬に男児を出産したことを発表した。
2016年、第2子女児を出産。

## 人物
3人姉妹の末娘。趣味はカレー作り・水泳。資格は簿記2級・ワープロ3級。自動車免許は持っていない。
声種はアルト。
男の子役を演じる際、違和感の持たれない演技を心がけており、街で男子中学生を観察して声の変化や会話の語尾を参考にしていた。初めて男の子役を演じたテレビアニメ『ゾイドジェネシス』の経験を通して自分の不足を感じ、より自然な演技を目指し続けている。
最初に『THE IDOLM@STER』の菊地真を見ていた時は「なんで、男の子が紛れているんだろう」と印象を抱き、設定も「ボーイッシュ」と書かれていたが、「ボーイッシュの上を行くような、本当に男の子のようなキャラクターだな」と思った。私服も短パンでTシャツだったため、「すごく活発な子なのかな」と感じていた。オーディションの時はすべての資料を見せてもらい、「選んでください」と言われ、「決めなきゃいけない」ということだったため、「真か三浦あずさで受けよう」と思っていた。平田的には真のようなボーイッシュな役が得意だが、「女の子らしい子も受けてみたい」と考えていた。しかし、「やっぱり自分の中で得意としている子を受けたほうがいいのかな」と思い、真でオーディションを受けることにしていた。オーディションを受けていた時は当時は23歳くらいの新人であり、その時に「真、決まりました」とオーディションに合格した後は歌録りから始まり、「えっ、歌？」ような感じになった。その後は「真がいなかったらどうしていたんだろうなあ？」と思っているという。真を演じる時はかつては自分でスイッチを入り「ここはかっこよく演じよう」、「ここはありのままのお芝居をしよう」というような切り換えをしていたが、その後はとくに何かを意識することなく、セリフを読んでんていたところ自然と真を演じられるようになっていったという。
破壊的なまでのセンスのイラストを得意としており、『インターネットラジオ西の善き魔女 Astraea Testament』公開録音では、観客やゲストの斎賀みつきの爆笑を誘った。
2007年10月28日のライブ中に行われた『ラジオdeアイマSHOW!』の公開録音にて仁後真耶子との腕相撲勝負に若林直美と共に満を持して登場したものの、一瞬で敗北。同番組の最後に実は握力が16kgしかないことを告白し、周囲を驚かせた。また、たかはし智秋の勧めで23歳教に入信した。

## 出演
太字はメインキャラクター。

### テレビアニメ
1999年
- 課長王子

2001年
- 学園戦記ムリョウ（女生徒）
- はじめの一歩（速水ファンの女性）

2003年
- R.O.D -THE TV-（マギー・ムイ）
- カレイドスター（ベン）
- 君が望む永遠（看護婦）

2004年
- 美鳥の日々（ウェイトレス）

2005年
- かみちゅ!（ビート板の神）
- ゾイドジェネシス（ルージ・ファミロン）

2006年
- 牙 -KIBA-（デスパラ、メイドB、ゼッド少年時代）
- 西の善き魔女 Astraea Testament（ルーン）
- ひまわりっ!（2006年 - 2007年、謎の忍者、小葉きゅうり、ゴム少年、ハヤト〈少年時代〉、ミクロ忍者1 他） - 2シリーズ

2007年
- Venus Versus Virus（理久）
- ケロロ軍曹（ギョロロ）

2008年
- ネオ アンジェリーク Abyss（少年、ニクス〈幼少時〉） - 2シリーズ
- のらみみ2（シンジ郎）

2009年
- アスラクライン2（橘高秋希）
- 戦う司書 The Book of Bantorra（アルメ）
- WHITE ALBUM（ラジオの声）

2010年
- あそびにいくヨ!（糸嘉州マキ）
- COBRA THE ANIMATION（ナース）
- 祝福のカンパネラ（ミゼ・アルトワーズ、モンテッキア）
- 真・恋姫†無双〜乙女大乱〜（魏延）

2011年
- THE IDOLM@STER（2011年 - 2012年、菊地真） - 1シリーズ+特別編

2014年
- 信長協奏曲

2018年
- 閃乱カグラ SHINOVI MASTER -東京妖魔篇-（雅緋）

2019年
- 同居人はひざ、時々、頭のうえ。（飯島考太）

2020年
- BORUTO-ボルト- NARUTO NEXT GENERATIONS（ユビナ）

2023年
- アイドルマスター ミリオンライブ！（菊地真）

### 劇場アニメ
- 宇宙ショーへようこそ（2010年、鈴木恵）
- 豆富小僧（2011年、おっかさん）
- THE IDOLM@STER MOVIE 輝きの向こう側へ!（2014年、菊地真[23]）

### OVA
2007年
- ICE（パイロット）

2008年
- THE IDOLM@STER LIVE FOR YOU! オリジナルアニメDVD（菊地真）
- 絶対衝激 〜PLATONIC HEART〜（早川泉）

2011年
- あそびにいくヨ!おーぶいえーであそびきにました!!OVAすぺしゃる（糸嘉州マキ）
- 祝福のカンパネラOVA（ミゼ・アルトワーズ）
- 真・恋姫†無双〜乙女大乱〜 †あわわっDVD/Blu-ray第七巻はOVAすぺしゃるです〜†（魏延）

2015年
- 閃乱カグラ ESTIVAL VERSUS -水着だらけの前夜祭-（雅緋）

2018年
- ぷちます！（菊地真、まこちー） - コミックス10巻アニメDVD付き限定版
- ぷちます！（菊地真、まこちー） - コミックス11巻アニメDVD付き限定版

### Webアニメ
- TRIP TREK（2010年、エミリィ 他）
- ぷちます! -プチ・アイドルマスター-（2013年、菊地真、まこちー[25]）
- ぷちます!! -プチプチ・アイドルマスター-（2014年、菊地真、まこちー[26]）

### ゲーム
2001年
- 恋愛シミュレーションツクール2（元気系B）

2003年
- 少女義経伝（平敦盛）

2004年
- シークエンス・パラディウム3〜泡沫の天地〜（ケーナ＝ラーゼス）

2005年
- THE IDOLM@STER（菊地真）
- ゾイドフルメタルクラッシュ（ルージ・ファミロン）
- リアライズ -Panorama Luminary-（竹内聡子）

2006年
- アルカナハート（朱鷺宮神依）
- クリスタルボーダー（トーヤ）
- ゼルダの伝説 トワイライトプリンセス（タロ）
- ゾイドインフィニティEX NEO（ルージ・ファミロン）
- ♂モット!! 恋愛主義♀「パルティータ」（宮野夏樹）

2007年
- THE IDOLM@STER（菊地真）※Xbox 360版
- ゼロの使い魔 小悪魔と春風の協奏曲(コンチェルト)（ウェザリー）
- ロックマンゼクス アドベント（グレイ）
- ワンダーキング（男剣士）

2008年
- THE IDOLM@STER LIVE FOR YOU!（菊地真）
- アットゲームズ 声ガチャ第5弾「みんなであいさつしよう」（男の子編）
- アルカナハート2（朱鷺宮神依）
- すっごい!アルカナハート2〜転校生 あかねとなずな〜（朱鷺宮神依）
- 爆熱拳闘機ギアロボ（炎城ヒート）
- 魔界戦記ディスガイア3（マオ）
- メタルギアソリッド4（敵兵）

2009年
- THE IDOLM@STER SP（菊地真）
- THE IDOLM@STER Dearly Stars（菊地真）
- アルカナハート3（朱鷺宮神依）
- ディスガイア インフィニット（マオ）
- 魔界戦記ディスガイア2 PORTABLE（マオ）
- 魔界戦記ディスガイア3 ラズベリル編はじめました。（マオ）

2010年
- 祝福のカンパネラ Portable（モンテッキア）
- 真・恋姫†夢想〜乙女繚乱☆三国志演義〜 蜀編（魏延）
- ハウリングソード（クリスティアン＝ド＝レフェール）

2011年
- THE IDOLM@STER 2（菊地真）
- アイドルマスター グラビアフォーユー! Vol.1 - 9（菊地真）
- ヴァイスシュヴァルツ ポータブル（菊地真）
- グローランサーIV オーバーリローデッド（シンシア）
- 水月 弐（南武咲姫）
- テイルズ オブ エクシリア（イスラ、セルシウス）
- 魔界戦記ディスガイア3 Return（マオ）
- 魔界戦記ディスガイア4（マオ） - DLC追加キャラクター

2012年
- THE IDOLM@STER SHINY FESTA（菊地真）
- アイドルマスターモバイルi（菊地真）
- 圧倒的遊戯 ムゲンソウルズ（リュート）
- グラナド・エスパダ（トーラ）
- 水月 弐 〜PORTABLE〜（南武咲姫）
- テイルズ オブ エクシリア2（セルシウス）
- ラスティハーツ（ナターシャ）

2013年
- アイドルマスター シンデレラガールズ（菊地真）
- アイドルマスター ミリオンライブ!（2013年 - 2017年、菊地真）
- THE IDOLM@STER SHINY TV（菊地真）
- 圧倒的遊戯 ムゲンソウルズZ（リュート）
- 新・世界樹の迷宮 ミレニアムの少女（レン）
- スーパーロボット大戦Operation Extend（ルージ・ファミロン）
- スロッターマニアV 絶対衝激II（早川泉）
- 閃乱カグラ SHINOVI VERSUS -少女達の証明-（雅緋）
- ディスガイア D2（マオ） - DLC追加キャラクター
- ファイナルファンタジーXIV：新生エオルゼア（プレイヤーボイス）

2014年
- アイドルマスター ワンフォーオール（菊地真）
- アルカナハート3 LOVE MAX!!!!!（朱鷺宮神依）
- デカ盛り 閃乱カグラ（雅緋）
- BREAK雀BURST（エレーナ）
- 魔界戦記ディスガイア4 Return（マオ）※DLC追加キャラクター

2015年
- アイドルマスター マストソングス（菊地真）
- サウザンドメモリーズ（螺影神カフカ）
- 閃乱カグラ ESTIVAL VERSUS -少女達の選択-（雅緋）
- ドラゴンボール ゼノバース（タイムパトローラー）
- 魔界戦記ディスガイア5（マオ） - DLC追加キャラクター

2016年
- アイドルマスター プラチナスターズ（菊地真）
- ドラゴンボール ゼノバース2（タイムパトローラー）
- フィギュアヘッズ（ブリジット）

2017年
- アイドルマスター ステラステージ（菊地真）
- アイドルマスター ミリオンライブ! シアターデイズ（2017年 - 2022年、菊地真）
- アルカナハート3 LOVE MAX SIX STARS!!!!!!（朱鷺宮神依）
- クイズRPG 魔法使いと黒猫のウィズ（ニンブルウィット）
- シノビマスター 閃乱カグラ NEW LINK（雅緋）
- 閃乱カグラ PEACH BEACH SPLASH（雅緋）
- ビーナスイレブンびびっど!（雅緋）
- 魔法禁书目录（雅緋）※中国製のスマホゲーム

2018年
- 閃乱カグラ Burst Re:Newal（雅緋）※DLC追加キャラクター
- 23/7 トゥエンティ スリー セブン（ウロボロス、クレオパトラ7世）
- 魔界ウォーズ（マオ）※DLC追加キャラクター

2019年
- ゴシックは魔法乙女〜さっさと契約しなさい!〜（雅緋）
- 戦国アスカZERO（雅緋）
- 魔界戦記ディスガイアRPG（マオ）

2020年
- ファイナルギア -重装戦姫-（レベリカ）
- プラチナ・トレイン（足摺みさき）

2021年
- アイドルマスター スターリットシーズン（2021年 - 2022年、菊地真）
- アイドルマスター ポップリンクス（菊地真）
- アズールレーン（ドゥーカ・デッリ・アブルッツィ）
- アルカナハート3 LOVE MAX SIX STARS!!!!!! XTEND（朱鷺宮神依）
- 閃乱忍忍忍者大戦ネプテューヌ -少女達の響艶-（雅緋）
- NARAKA: BLADEPOINT（紅夜）
- 魔界戦記ディスガイア6（マオ） - DLC追加キャラクター

2022年
- 七つの大罪 〜光と闇の交戦〜（スカジ）

2023年
- アークナイツ（ウィンドチャイム）
- アカシッククロニクル〜黎明の黙示録（セハート）
- Dislyte〜神世代ネオンシティ〜（オンディーナ、ダイアナ）
- 魔界戦記ディスガイア7（マオ） - DLC追加キャラクター

2024年
- 勝利の女神:NIKKE（ファントム）

2025年
- 牧場物語 Let's風のグランドバザール（シェリーン）

### パチンコ・パチスロ
2000年代
- 名門!夢色学園生徒会（2007年、きょう）
- 怒濤の剣（2008年、アントニー）
- 絶対衝激 〜PLATONIC HEART〜（2009年、早川泉）

2010年代
- THE IDOLM@STER LIVE in SLOT!（2012年、菊地真）
- 絶対衝激II〜PLATONIC HEART〜（2013年、早川泉）
- CR恋姫†夢想 乙女、入り乱れるのこと！（2014年、魏延）

2020年代
- P閃乱カグラ2 胸躍る199Ver.（2020年、雅緋）
- Pフィーバー アイドルマスター ミリオンライブ!（2021年、菊地真）
- パチスロ アイドルマスター ミリオンライブ!（2021年、菊地真）
- パチスロ閃乱カグラBURST UP（2022年、雅緋）

### 吹き替え

#### 映画
- イケてる私とサエない僕

#### ドラマ
- WITHOUT A TRACE/FBI 失踪者を追え!3（女性職員 #10）

#### アニメ
- ラウド・ハウス・ムービー（モラグ）

### ナレーション
- プリンスホテル（西武グループ）経営 「狭山スキー場」ラジオCMナレーション（主にNACK5（FM79.5MHz）で放送）
- ブルーレイ発売直前!「R.O.D」「かみちゅ!」特別プレビュー（ナレーション）

### ラジオ
※はインターネット配信。
- カーニバルだよ、ちはる組（1998年、KBS京都など）
- VOICE CREW（2005年 - 2006年、ラジオ関西など）
- インターネットラジオ西の善き魔女 Astraea Testament（2006年、音泉※・BEWE※）
- THE IDOLM@STER webラジオ 〜一番くじ & クレーンキングスペシャル〜 きゅぴぴぴーん★うがー!!（2012年 - 2013年、ニコニコ動画※）
- THE IDOLM@STER webラジオ 〜クレーンキング&一番くじスペシャル〜 つかんでひいてパンパカパーン！わたしたちも盛り上げM@S！（2015年、ニコニコ動画※）
- THE IDOLM@STER MUSIC ON THE RADIO（2019年 - 2020年、ニコニコ生放送※） - アシスタントパーソナリティー[65]
- 平田宏美と仁後真耶子のひろまや話（2023年 - 、ニコニコ生放送※）[66]

### CD

#### ドラマCD
1998年
- XY（女子生徒）

2004年
- 女子妄想症候群（花とゆめ 2004☆ハッピー!ドラマCD）（唯木滸）
- R.O.D -THE CD-（マギー・ムイ）

2005年
- THE IDOLM@STER ドラマCD Scene.01（菊地真）

2006年
- THE IDOLM@STER ドラマCD Scene.02 - 06（菊地真）
- THE IDOLM@STER DRAMA NEW STAGE 01（菊地真）
- 豪放ライラック 単行本4巻限定版付属ドラマCD（小野楓）
- 豪放ライラック COMIC GUM 応募者全員サービスドラマCD（小野楓）
- 西の善き魔女 Astraea Testament 番外編ドラマCD「赤毛の貴公子と黒髪の少年」（ルーン）
- 愛を歌うより俺に溺れろ!〜溺死寸前!? 湯けむり温泉親睦旅行〜（湯浅恵）
- 遙かなる時空の中で 舞一夜 〜常緑〜（子供時代の木緑丸）

2007年
- THE IDOLM@STER DRAMA NEW STAGE 02 - 03（菊地真）
- THE IDOLM@STER MASTER ARTIST 03 星井美希（菊地真）
- THE IDOLM@STER ドラマCD「Sound of Raindrops」（菊地真）
- アルカナハート ドラマCD はーとふるシチュエーション えぴそーど1・2（朱鷺宮神依）
- 愛を歌うより俺に溺れろ!〜恋敵宣言!! 愛と欲望の文化祭〜（湯浅恵）
- ヴィーナス ヴァーサス ヴァイアラス オリジナルドラマ（理久）
- 世界樹の迷宮（レン）
- ヤングガン・カルナバル VOL.2 〜ブラッドダイヤモンド・プリンセス〜（豊平琴刃）

2008年
- アイドルマスター ドラマCD Eternal Prism 01 - 03（菊地真）
- THE IDOLM@STER ドラマCD「晴れ時々曇り後台風、後晴れ」（菊地真）
- 愛俺!〜男子校の姫と女子校の王子〜 男子寮潜入編（湯浅恵）
- 学園創世 猫天!＆鉄のラインバレル WドラマCD（日野出司）
- 学園創世 猫天!（日野出司）
- セキレイ（篝）
- 魔界戦記ディスガイア3 ドラマCD〜奇奇怪怪!悪魔だらけの強化合宿!〜 Vol.1 - 2（マオ）
- ヤングガン・カルナバル VOL.4 〜ガールファイト〜（豊平琴刃）

2009年
- 想い風〜the ties between and wind〜（八坂神奈子）※同人作品
- 天の海〜Could there nearby be you by you?〜（八坂神奈子）※同人作品
- 夏草の宴（八坂神奈子）※同人作品
- 超空転神トランセイザー（シトリン）
- とらぶるツインズ ドラマCD 〜とらぶる Summer Vacation〜（朝日真矢）

2010年
- あそびにいくヨ! ドラマ+キャラソンCD〜きもめだししました〜（糸嘉州マキ）
- 唄う星〜The earth that the pupil watches〜（八坂神奈子）※同人作品
- 家族ゲーム（宮間朱音）

2011年
- ぷちます! -PETIT IDOLM@STER- ドラマCD 01 - 02（菊地真、まこちー）
- アイドルマスター2 眠り姫 第1巻特装版 ドラマCD（菊地真）

2012年
- THE IDOLM@STER No Make!（菊地真）
- 残念くのいち伝（輝夜〈美夜〉）

2014年
- アイドルマスター ワンフォーオール 初回限定版付属 スペシャルドラマCD「765プロが行く！トップアイドルのお仕事見学」（菊地真）
- 辻堂さんのドラマティックロード Vol.1 - 3（腰越マキ）

2018年
- THE IDOLM@STER MILLION THE@TER GENERATION 06 Cleasky（菊地真）

#### ラジオCD
2006年
- インターネットラジオ西の善き魔女 Astraea Testament Cour.1
- インターネットラジオ西の善き魔女 Astraea Testament Cour.2

2007年
- THE IDOLM@STER RADIO TOP×TOP!
- DJCD ラジオdeアイマSHOW! vol.3
- DJCD SP ラジオdeアイマSHOW! 2007年夏の感謝祭特別編!と言っておけばいいんじゃない?

2008年
- THE IDOLM@STER RADIO COLORFUL MEMORIES
- DJCD SP アイドルマスター Radio For You! 結納〜you-i know〜

2009年
- THE IDOLM@STER RADIO 歌道場
- DJCD アイドルマスター P.S.プロデューサー Vol.2

2011年
- THE IDOLM@STER STATION!!! THIRD TRAVEL WANTED!!!
- 真・ラジオ恋姫†無双 Vol.4 再編集版
- ラジオCD「iM@STUDIO」 Vol.1

2012年
- DJCD ラジオdeアイマCHU!! SP02
- ラジオCD「iM@STUDIO」 Vol.5

2014年
- 日本一RADIO vol.6 魔界戦記ディスガイア4×日本一RADIO
- ラジオCD「iM@STUDIO」 Vol.10

2015年
- ラジオCD「iM@STUDIO」 Vol.17

### BD・DVD
- THE IDOLM@STER Lovable Days（2006年）
- THE IDOLM@STER MASTER MOVIE（2006年）
- THE IDOLM@STER MASTER BOX IV（2008年5月23日、「Go to the NEXTSTAGE!! THE IDOLM@STER GREAT PARTY」のライブパートダイジェスト映像が収録されたDVD付き）
- THE IDOLM@STER 4th ANNIVERSARY PARTY SPECIAL DREAM TOUR’S!!（2009年）
- THE IDOLM@STER 5th ANNIVERSARY The world is all one !!（2011年）
- ファミソン8BIT☆アイドルマスター BEST ALBUM + LIVE DVD（2011年10月19日）
- THE IDOLM@STER 6th ANNIVERSARY SMILE SUMMER FESTIV@L!（2011年）
- アイドルマスター 8巻 特典DVD「THE IDOLM@STER WINTER C@RNIVAL!」（2012年）
- THE IDOLM@STER 7th ANNIVERSARY 765PRO ALLSTARS みんなといっしょに!（2012年）[67]
- THE IDOLM@STER M@STERS OF IDOL WORLD!!（2014年）[68]
- THE IDOLM@STER 9th ANNIVERSARY WE ARE M@STERPIECE!!（2015年）[69]
- THE IDOLM@STER M@STER OF IDOL WORLD!!2015 Live Blu-ray（2016年）[70]
- THE IDOLM@STER PRODUCER MEETING 2017 765PRO ALLSTARS FUN TO THE NEW VISION!! EVENT Blu-ray PERFECT BOX（2017年11月22日）
- THE IDOLM@STER 765 MILLIONSTARS HOTCHPOTCH FESTIV@L!!（2018年11月21日）
- THE IDOLM@STER ニューイヤーライブ!! 初星宴舞 LIVE Blu-ray 絢爛装丁版（2019年1月30日）
- THE IDOLM@STER PRODUCER MEETING 2018 What is TOP!!!!!!!!!!!!!!? EVENT Blu-ray PERFECT BOX（2019年7月31日）
- バンダイナムコエンターテインメントフェスティバル 2days LIVE Blu-ray（2020年9月9日）
- バンダイナムコエンターテインメントフェスティバル 2nd 2days LIVE Blu-ray（2023年2月8日）
- THE IDOLM＠STER 765PRO ALLSTARS LIVE SUNRICH COLORFUL LIVE Blu-ray（2023年7月26日）
- THE IDOLM@STER M@STERS OF IDOL WORLD!!!!! 2023 Blu-ray PERFECT BOX!!!!!（2023年12月13日）[71]
- THE IDOLM@STER 765 MILLIONSTARS HOTCHPOTCH FESTIV@L!! 2 LIVE Blu-ray（2026年2月18日）

### その他コンテンツ
- ときドキ時計（八丈天元〈魔女〉）
- オーディオドラマ『THE IDOLM@STER NO Make!』（菊地真）
- オーディオドラマ『THE IDOLM@STER No Make+!』（菊地真）
- ボイノベ『無尽合体キサラギ』（マコト）

## ディスコグラフィ

### キャラクターソング
| 発売日   | 商品名 | 歌 | 楽曲 | 備考                                                                                             |
| 2005年   | 2005年 | 2005年 | 2005年 | 2005年                                                                                           |
| -------- | --- | --- | --- | ------------------------------------------------------------------------------------------------ |
| 11月2日  | THE IDOLM@STER MASTERPIECE 02 9:02pm                                                                                       | 三浦あずさ（たかはし智秋）、如月千早（今井麻美）、菊地真（平田宏美） | 「9:02pm（M@STER VERSION）」 「THE IDOLM@STER（ACM VERSION）」 | ゲーム『THE IDOLM@STER』関連曲                                                                   |
| 11月2日  | THE IDOLM@STER MASTERPIECE 02 9:02pm                                                                                       | 菊地真（平田宏美） | 「エージェント夜を往く」 | ゲーム『THE IDOLM@STER』関連曲                                                                   |
| 2006年   | | | |                                                                                                  |
| 3月22日  | THE IDOLM@STER MASTERPIECE 04                                                                                              | 菊地真（平田宏美）、秋月律子（若林直美）、双海亜美 / 真美（下田麻美） | 「エージェント夜を往く（M@STER VERSION）」 | ゲーム『THE IDOLM@STER』関連曲                                                                   |
| 3月22日  | THE IDOLM@STER MASTERPIECE 04                                                                                              | 天海春香（中村繪里子）、如月千早（今井麻美）、萩原雪歩（落合祐里香）、高槻やよい（仁後真耶子）、秋月律子（若林直美）、三浦あずさ（たかはし智秋）、水瀬伊織（釘宮理恵）、菊地真（平田宏美）、双海亜美 / 真美（下田麻美）                                                    | 「THE IDOLM@STER」 | ゲーム『THE IDOLM@STER』関連曲                                                                   |
| 3月22日  | THE IDOLM@STER MASTERPIECE 04                                                                                              | 菊地真（平田宏美）、水瀬伊織（釘宮理恵）、三浦あずさ（たかはし智秋） | 「蒼い鳥」 | ゲーム『THE IDOLM@STER』関連曲                                                                   |
| 3月22日  | THE IDOLM@STER MASTERPIECE 04                                                                                              | 三浦あずさ（たかはし智秋）、菊地真（平田宏美） | 「ポジティブ！」 | ゲーム『THE IDOLM@STER』関連曲                                                                   |
| 5月31日  | THE IDOLM@STER MASTERPIECE 05                                                                                              | 萩原雪歩（落合祐里香）、菊地真（平田宏美）、双海亜美 / 真美（下田麻美） | 「First Stage（M@STER VERSION）」 | ゲーム『THE IDOLM@STER』関連曲                                                                   |
| 5月31日  | THE IDOLM@STER MASTERPIECE 05                                                                                              | 天海春香（中村繪里子）、如月千早（今井麻美）、萩原雪歩（落合祐里香）、高槻やよい（仁後真耶子）、秋月律子（若林直美）、三浦あずさ（たかはし智秋）、水瀬伊織（釘宮理恵）、菊地真（平田宏美）、双海亜美 / 真美（下田麻美）                                                    | 「THE IDOLM@STER（M@STER VERSION -REMIX-）」 | ゲーム『THE IDOLM@STER』関連曲                                                                   |
| 7月19日  | THE IDOLM@STER MASTER BOX                                                                                                  | 菊地真（平田宏美） | 「THE IDOLM@STER」 「太陽のジェラシー」 「蒼い鳥」 「First Stage」 「おはよう!! 朝ご飯」 「魔法をかけて！」 「9:02pm」 「Here we go!!」 「ポジティブ！」 | ゲーム『THE IDOLM@STER』関連曲                                                                   |
| 12月20日 | THE IDOLM@STER MASTERWORK 00 私はアイドル♡                                                                                 | IM@S ALLSTARS | 「THE IDOLM@STER」 | ゲーム『THE IDOLM@STER』関連曲                                                                   |
| 2007年   | | | |                                                                                                  |
| 1月18日  | THE IDOLM@STER Your Song                                                                                                   | 菊地真（平田宏美） | 「仮面舞踏会」 | ゲーム『THE IDOLM@STER』関連曲                                                                   |
| 1月31日  | THE IDOLM@STER MASTERWORK 01 GO MY WAY!!                                                                                   | 秋月律子（若林直美）、三浦あずさ（たかはし智秋）、菊地真（平田宏美） | 「思い出をありがとう（M@STER VERSION）」 | ゲーム『THE IDOLM@STER』関連曲                                                                   |
| 3月22日  | THE IDOLM@STER MASTERWORK 03 まっすぐ                                                                                      | 菊地真（平田宏美）、三浦あずさ（たかはし智秋）、萩原雪歩（落合祐里香） | 「まっすぐ（M@STER VERSION）」 | ゲーム『THE IDOLM@STER』関連曲                                                                   |
| 3月22日  | THE IDOLM@STER MASTERWORK 03 まっすぐ                                                                                      | 菊地真（平田宏美） | エージェント夜を往く（M@STER VERSION） | ゲーム『THE IDOLM@STER』関連曲                                                                   |
| 4月4日   | THE IDOLM@STER MASTER BOX II                                                                                               | 菊地真（平田宏美） | 「GO MY WAY!!」 「relations」 「My Best Friend」 「私はアイドル♡」 | ゲーム『THE IDOLM@STER』関連曲                                                                   |
| 8月1日   | THE IDOLM@STER MASTER ARTIST 04 菊地真                                                                                     | 菊地真（平田宏美） | 「迷走Mind」 「Swallowtail Butterfly 〜あいのうた〜」 「まっすぐ（M@STER VERSION）」 「思い出をありがとう（M@STER VERSION）」 「i」 | ゲーム『THE IDOLM@STER』関連曲                                                                   |
| 10月24日 | THE IDOLM@STER MASTER ARTIST FINALE 765プロ ALLSTARS                                                                       | IM@S ALLSTARS | 「団結」 | ゲーム『THE IDOLM@STER』関連曲                                                                   |
| 10月24日 | THE IDOLM@STER MASTER ARTIST FINALE 765プロ ALLSTARS                                                                       | IM@S ALLSTARS+ | 「i」 | ゲーム『THE IDOLM@STER』関連曲                                                                   |
| 12月19日 | THE IDOLM@STER Christmas for you!                                                                                          | 菊地真（平田宏美） | 「DING DONG」 | ゲーム『THE IDOLM@STER』関連曲                                                                   |
| 12月19日 | THE IDOLM@STER Christmas for you!                                                                                          | 天海春香（中村繪里子）、如月千早（今井麻美）、高槻やよい（仁後真耶子）、菊地真（平田宏美）、星井美希（長谷川明子） | 「メリー」 | ゲーム『THE IDOLM@STER』関連曲                                                                   |
| 2008年   | | | |                                                                                                  |
| 4月16日  | THE IDOLM@STER MASTER LIVE 02                                                                                              | 菊地真（平田宏美） | 「First Stage（REM@STER-B）」 | ゲーム『THE IDOLM@STER LIVE FOR YOU!』関連曲                                                     |
| 4月16日  | THE IDOLM@STER MASTER LIVE 02                                                                                              | 水瀬伊織（釘宮理恵）、菊地真（平田宏美）、秋月律子（若林直美） | 「THE IDOLM@STER（REM@STER-B）」 | ゲーム『THE IDOLM@STER LIVE FOR YOU!』関連曲                                                     |
| 4月16日  | THE IDOLM@STER MASTER LIVE 02                                                                                              | 如月千早（今井麻美）、水瀬伊織（釘宮理恵）、秋月律子（若林直美）、菊地真（平田宏美）、萩原雪歩（落合祐里香）、音無小鳥（滝田樹里） | 「It's Show」 | ゲーム『THE IDOLM@STER LIVE FOR YOU!』関連曲                                                     |
| 4月30日  | THE IDOLM@STER MASTER BOX III                                                                                              | 菊地真（平田宏美） | 「太陽のジェラシー（REMIX-A）」 「おはよう!! 朝ご飯（REMIX-A）」 「9:02pm（REMIX-A）」 「Here we go !!（REMIX-A）」 「蒼い鳥（REMIX-A）」 「魔法をかけて！（REMIX-A）」 「エージェント夜を往く（REMIX-A）」 「First Stage（REMIX-A）」 「ポジティブ！（REMIX-A）」 「THE IDOLM@STER（REMIX-A）」 「GO MY WAY!!（REMIX-A）」 「思い出をありがとう（REMIX-A）」 「relations（REMIX-A）」 「まっすぐ（REMIX-A）」 「My Best Friend（REMIX-A）」 「私はアイドル♡（REMIX-A）」 | ゲーム『THE IDOLM@STER LIVE FOR YOU!』関連曲                                                     |
| 4月30日  | ROCKMAN ZX SOUNDSKETCH -ZX GIGAMIX-                                                                                        | グレイ（平田宏美） | 「Believe in Myself - feat.Grey -」 | ゲーム『ロックマンゼクス アドベント』関連曲                                                      |
| 5月14日  | THE IDOLM@STER MASTER LIVE 03                                                                                              | 天海春香（中村繪里子）、菊地真（平田宏美） | 「YES♪」 | ゲーム『THE IDOLM@STER LIVE FOR YOU!』関連曲                                                     |
| 5月14日  | THE IDOLM@STER MASTER LIVE 03                                                                                              | 菊地真（平田宏美） | 「おはよう!! 朝ご飯（REM@STER-B）」 | ゲーム『THE IDOLM@STER LIVE FOR YOU!』関連曲                                                     |
| 5月23日  | THE IDOLM@STER MASTER BOX IV                                                                                               | 菊地真（平田宏美） | 「太陽のジェラシー（REMIX-B）」 「おはよう!! 朝ご飯（REMIX-B）」 「9:02pm（REMIX-B）」 「Here we go !!（REMIX-B）」 「蒼い鳥（REMIX-B）」 「魔法をかけて!（REMIX-B）」 「エージェント夜を往く（REMIX-B）」 「First Stage（REMIX-B）」 「ポジティブ!（REMIX-B）」 「THE IDOLM@STER（REMIX-B）」 「GO MY WAY!!（REMIX-B）」 「思い出をありがとう（REMIX-B）」 「relations（REMIX-B）」 「まっすぐ（REMIX-B）」 「My Best Friend（REMIX-B）」 「私はアイドル♡（REMIX-B）」   | ゲーム『THE IDOLM@STER LIVE FOR YOU!』関連曲                                                     |
| 5月27日  | ファミソン8BIT☆アイドルマスター04 菊地真/萩原雪歩                                                                          | 菊地真（平田宏美）、萩原雪歩（落合祐里香） | 「My Best Friend（『イシターの復活』ファミソン8BIT MIX）」 「First Stage（『ゼビウス』ファミソン8BIT MIX）」 「エージェント夜を往く（『ローリングサンダー』ファミソン8BIT MIX）」 「relations（digno-pop MIX）」 | ゲーム『アイドルマスター』関連曲                                                                 |
| 5月27日  | ファミソン8BIT☆アイドルマスター04 菊地真/萩原雪歩                                                                          | 菊地真（平田宏美） | 「ハリキリ★ラリー（『ニューラリーX』NEW SONG）」 | ゲーム『アイドルマスター』関連曲                                                                 |
| 6月18日  | THE IDOLM@STER MASTER LIVE 04                                                                                              | 水瀬伊織（釘宮理恵）、菊地真（平田宏美）、三浦あずさ（たかはし智秋） | 「my song（M@STER VERSION）」 | ゲーム『THE IDOLM@STER LIVE FOR YOU!』関連曲                                                     |
| 11月19日 | THE IDOLM@STER BEST ALBUM 〜MASTER OF MASTER〜                                                                             | IM@S ALLSTARS | 「GO MY WAY!!」 | ゲーム『アイドルマスター』関連曲                                                                 |
| 11月19日 | THE IDOLM@STER BEST ALBUM 〜MASTER OF MASTER〜                                                                             | 菊地真（平田宏美）、双海亜美 / 真美（下田麻美） | 「エージェント夜を往く（M@STER VERSION）」 | ゲーム『アイドルマスター』関連曲                                                                 |
| 11月19日 | THE IDOLM@STER BEST ALBUM 〜MASTER OF MASTER〜                                                                             | 三浦あずさ（たかはし智秋）、菊地真（平田宏美） | 「9:02pm（M@STER VERSION）」 | ゲーム『アイドルマスター』関連曲                                                                 |
| 11月19日 | THE IDOLM@STER BEST ALBUM 〜MASTER OF MASTER〜                                                                             | 水瀬伊織（釘宮理恵）、如月千早（今井麻美）、菊地真（平田宏美） | 「GO MY WAY!!（M@STER VERSION）」 | ゲーム『アイドルマスター』関連曲                                                                 |
| 11月19日 | THE IDOLM@STER BEST ALBUM 〜MASTER OF MASTER〜                                                                             | 萩原雪歩（落合祐里香）、菊地真（平田宏美） | 「First Stage（M@STER VERSION）」 | ゲーム『アイドルマスター』関連曲                                                                 |
| 11月19日 | THE IDOLM@STER BEST ALBUM 〜MASTER OF MASTER〜                                                                             | 菊地真（平田宏美）、三浦あずさ（たかはし智秋）、双海亜美 / 真美（下田麻美）、星井美希（長谷川明子） | 「まっすぐ（M@STER VERSION）」 | ゲーム『アイドルマスター』関連曲                                                                 |
| 2009年   | | | |                                                                                                  |
| 3月18日  | THE IDOLM@STER MASTER BOX V                                                                                                | 菊地真（平田宏美） | 「shiny smile」 「Do-Dai」 「my-song」 「ふるふるフューチャー☆」 「神さまのBirthday」 | ゲーム『THE IDOLM@STER LIVE FOR YOU!』関連曲                                                     |
| 5月17日  | THE IDOLM@STER MASTER BOX catalog 08,09,11 COMPLETE                                                                        | 菊地真（平田宏美） | 「shiny smile（REMIX-A）」 「Do-Dai（REMIX-A）」 「my song（REMIX-A）」 「i（REMIX-A）」 「shiny smile（REMIX-B）」 「Do-Dai（REMIX-B）」 「my song（REMIX-B）」 「i（REMIX-B）」 | ゲーム『THE IDOLM@STER LIVE FOR YOU!』関連曲                                                     |
| 7月1日   | THE IDOLM@STER MASTER SPECIAL 05 菊地真・三浦あずさ                                                                        | 菊地真（平田宏美） | 「自転車」 「ナツノハナ」 「YES♪」 | ゲーム『THE IDOLM@STER SP』関連曲                                                                |
| 7月1日   | THE IDOLM@STER MASTER SPECIAL 05 菊地真・三浦あずさ                                                                        | 菊地真（平田宏美）、三浦あずさ（たかはし智秋） | 「shiny smile（REM@STER-A）」 | ゲーム『THE IDOLM@STER SP』関連曲                                                                |
| 7月1日   | THE IDOLM@STER MASTER SPECIAL 05 菊地真・三浦あずさ                                                                        | 三浦あずさ（たかはし智秋）、菊地真（平田宏美） | 「L・O・B・M」 | ゲーム『THE IDOLM@STER SP』関連曲                                                                |
| 2010年   | | | |                                                                                                  |
| 2月24日  | THE IDOLM@STER Vocal Collection 01                                                                                         | 天海春香（中村繪里子）、水瀬伊織（釘宮理恵）、菊地真（平田宏美） | 「ストレートラブ！（765プロ Ver.）」 | ドラマCD『アイドルマスター Eternal Prism』関連曲                                                 |
| 3月17日  | THE IDOLM@STER MASTER SPECIAL SPRING                                                                                       | 天海春香（中村繪里子）、水瀬伊織（釘宮理恵）、我那覇響（沼倉愛美）、秋月律子（若林直美）、菊地真（平田宏美）、萩原雪歩（長谷優里奈） | 「チェリー」 「またね（M@STER VERSION）」 | ゲーム『THE IDOLM@STER SP』関連曲                                                                |
| 3月17日  | THE IDOLM@STER MASTER SPECIAL SPRING                                                                                       | 菊地真（平田宏美） | 「明日、春が来たら」 | ゲーム『THE IDOLM@STER SP』関連曲                                                                |
| 3月31日  | THE IDOLM@STER MASTER BOX VI                                                                                               | 菊地真（平田宏美） | 「I Want」 「キラメキラリ」 「迷走Mind」 「目が逢う瞬間」 「スタ→トスタ→」 「隣に…」 「フタリの記憶」 「Kosmos, Cosmos」 「いっぱいいっぱい」 | ゲーム『THE IDOLM@STER SP』関連曲                                                                |
| 4月21日  | THE IDOLM@STER Vocal Collection 02                                                                                         | 菊地真（平田宏美）、星井美希（長谷川明子）、四条貴音（原由実） | 「Virgin Load」 | ゲーム『アイドルマスター』関連曲                                                                 |
| 5月12日  | THE IDOLM@STER BEST OF 765+876=!! VOL.01                                                                                   | 天海春香（中村繪里子）、菊地真（平田宏美）、高槻やよい（仁後真耶子）、我那覇響（沼倉愛美）、日高愛（戸松遥） | 「THE 愛」 | ゲーム『アイドルマスター』関連曲                                                                 |
| 6月23日  | THE IDOLM@STER BEST OF 765+876=!! VOL.03                                                                                   | 菊地真（平田宏美）、双海亜美 / 真美（下田麻美）、我那覇響（沼倉愛美）、四条貴音（原由実） | 「エージェント夜を往く（M@STER VERSION）」 | ゲーム『アイドルマスター』関連曲                                                                 |
| 6月23日  | THE IDOLM@STER BEST OF 765+876=!! VOL.03                                                                                   | 天海春香（中村繪里子）、高槻やよい（仁後真耶子）、水瀬伊織（釘宮理恵）、如月千早（今井麻美）、菊地真（平田宏美） | 「GO MY WAY!!（M@STER VERSION）」 | ゲーム『アイドルマスター』関連曲                                                                 |
| 6月23日  | THE IDOLM@STER BEST OF 765+876=!! VOL.03                                                                                   | 菊地真（平田宏美）、三浦あずさ（たかはし智秋）、萩原雪歩（長谷優里奈）、双海亜美 / 真美（下田麻美）、星井美希（長谷川明子） | 「まっすぐ（M@STER VERSION）」 | ゲーム『アイドルマスター』関連曲                                                                 |
| 6月23日  | THE IDOLM@STER BEST OF 765+876=!! VOL.03                                                                                   | IM@S ALLSTARS++ | 「L・O・B・M」 | ゲーム『アイドルマスター』関連曲                                                                 |
| 6月23日  | THE IDOLM@STER BEST OF 765+876=!! VOL.03                                                                                   | 菊地真（平田宏美）、秋月律子（若林直美）、如月千早（今井麻美）、星井美希（長谷川明子）、我那覇響（沼倉愛美） | 「思い出をありがとう（M@STER VERSION）」 | ゲーム『アイドルマスター』関連曲                                                                 |
| 6月23日  | THE IDOLM@STER BEST OF 765+876=!! VOL.03                                                                                   | IM@S ALLSTARS1641 | 「THE IDOLM@STER」 | ゲーム『アイドルマスター』関連曲                                                                 |
| 7月3日   | THE IDOLM@STER BEST OF 765+876=!! THE iDRE@MLOST                                                                           | 菊地真（平田宏美） | 「THE 愛」 | ゲーム『アイドルマスター』関連曲                                                                 |
| 9月22日  | THE IDOLM@STER MASTER ARTIST 2 Prologue                                                                                    | IM@S 765PRO ALLSTARS | 「団結2010」 | ゲーム『THE IDOLM@STER 2』関連曲                                                                 |
| 12月1日  | THE IDOLM@STER MASTER ARTIST 2 -FIRST SEASON- 04                                                                           | 菊地真（平田宏美） | 「tear」 「自転車」 「星間飛行」 「MEGARE!（M@STER VERSION）」 | ゲーム『THE IDOLM@STER 2』関連曲                                                                 |
| 12月1日  | THE IDOLM@STER MASTER ARTIST 2 -FIRST SEASON- 04                                                                           | 菊地真（平田宏美）、如月千早（今井麻美）、四条貴音（原由実） | 「星のかけらを探しにいこうagain（Version Makoto）」 | ゲーム『THE IDOLM@STER 2』関連曲                                                                 |
| 12月1日  | THE IDOLM@STER MASTER ARTIST 2 -FIRST SEASON- 06                                                                           | 四条貴音（原由実）、菊地真（平田宏美）、如月千早（今井麻美） | 「星のかけらを探しにいこうagain（Version Takane）」 | ゲーム『THE IDOLM@STER 2』関連曲                                                                 |
| 12月8日  | THE IDOLM@STER MASTER ARTIST 2 -FIRST SEASON- 05                                                                           | 如月千早（今井麻美）、菊地真（平田宏美）、四条貴音（原由実） | 「星のかけらを探しにいこうagain（Version Chihaya）」 | ゲーム『THE IDOLM@STER 2』関連曲                                                                 |
| 12月30日 | 風の詩歌 -アールグレイボーカルアルバム vol.1-                                                                              | 八坂神奈子（平田宏美） | 「天の海〜From the sea of rainy sky〜」 「天の海〜From the sea of rainy sky〜（kamikaze-mix）」 |                                                                                                  |
| 12月30日 | 風の詩歌 -アールグレイボーカルアルバム vol.1-                                                                              | 東風谷早苗（今井麻美）、八坂神奈子（平田宏美）、洩矢诹访子（成瀬未亜） | 「神々の恋物語」 |                                                                                                  |
| 2011年   | | | |                                                                                                  |
| 1月10日  | THE IDOLM@STER 2 765pro H@PPINESS NEW YE@R P@RTY !! 2011                                                                   | 菊地真（平田宏美） | 「チェリー」 「メリー」 | ゲーム『アイドルマスター』関連曲                                                                 |
| 2月9日   | The world is all one !! | 菊地真（平田宏美）、如月千早（今井麻美）、四条貴音（原由実） | 「The world is all one !!」 | ゲーム『THE IDOLM@STER 2』関連曲                                                                 |
| 2月9日   | The world is all one !! | 765PRO ALLSTARS | 「The world is all one !!」 | ゲーム『THE IDOLM@STER 2』関連曲                                                                 |
| 4月27日  | ぷちます! -PETIT IDOLM@STER- 1                                                                                             | 天海春香（中村繪里子）、秋月律子（若林直美）、菊地真（平田宏美）、四条貴音（原由実） | 「ぷちどるのうた」 | ドラマCD『ぷちます! -PETIT IDOLM@STER-』テーマソング                                             |
| 6月25日  | THE IDOLM@STER MASTER BOX VII                                                                                              | 菊地真（平田宏美） | 「Colorful Days」 「オーバーマスター」 「キミはメロディ」 「またね」 「L・O・B・M」 | ゲーム『THE IDOLM@STER SP』関連曲                                                                |
| 8月10日  | THE IDOLM@STER ANIM@TION MASTER 01 READY!!                                                                                 | 765PRO ALLSTARS | 「READY!!（M@STER VERSION）」 | テレビアニメ『THE IDOLM@STER』オープニングテーマ                                                 |
| 8月10日  | THE IDOLM@STER ANIM@TION MASTER 01 READY!!                                                                                 | 天海春香（中村繪里子）、菊地真（平田宏美）、萩原雪歩（浅倉杏美） | 「おもいでのはじまり」 | テレビアニメ『THE IDOLM@STER』関連曲                                                             |
| 9月7日   | THE IDOLM@STER ANIM@TION MASTER 02                                                                                         | 765PRO ALLSTARS | 「The world is all one !!（M@STER VERSION）」 | テレビアニメ『THE IDOLM@STER』エンディングテーマ                                                 |
| 9月7日   | THE IDOLM@STER ANIM@TION MASTER 02                                                                                         | 萩原雪歩（浅倉杏美）、菊地真（平田宏美） | 「First Stage（M@STER VERSION）」 | テレビアニメ『THE IDOLM@STER』エンディングテーマ                                                 |
| 9月7日   | THE IDOLM@STER ANIM@TION MASTER 02                                                                                         | 如月千早（今井麻美）、三浦あずさ（たかはし智秋）、菊地真（平田宏美）、星井美希（長谷川明子）、我那覇響（沼倉愛美）、秋月律子（若林直美） | 「MOONY」 | テレビアニメ『THE IDOLM@STER』エンディングテーマ                                                 |
| 10月5日  | THE IDOLM@STER ANIM@TION MASTER 03                                                                                         | 765PRO ALLSTARS | 「THE IDOLM@STER」 | テレビアニメ『THE IDOLM@STER』エンディングテーマ                                                 |
| 10月5日  | THE IDOLM@STER ANIM@TION MASTER 03                                                                                         | 765PRO ALLSTARS | 「L・O・B・M」 | テレビアニメ『THE IDOLM@STER』挿入歌                                                             |
| 10月5日  | THE IDOLM@STER ANIM@TION MASTER 03                                                                                         | 765+876PRO ALLSTARS | 「GO MY WAY!!」 | テレビアニメ『THE IDOLM@STER』エンディングテーマ                                                 |
| 11月9日  | THE IDOLM@STER ANIM@TION MASTER 04 CHANGE!!!!                                                                              | 765PRO ALLSTARS | 「CHANGE!!!!（M@STER VERSION）」 | テレビアニメ『THE IDOLM@STER』オープニングテーマ                                                 |
| 11月30日 | THE IDOLM@STER ANIM@TION MASTER 05                                                                                         | 天海春香（中村繪里子）、星井美希（長谷川明子）、如月千早（今井麻美）、高槻やよい（仁後真耶子）、萩原雪歩（浅倉杏美）、菊地真（平田宏美）、双海真美（下田麻美）、四条貴音（原由実）、我那覇響（沼倉愛美）                                                                   | 「自分REST@RT（M@STER VERSION）」 | テレビアニメ『THE IDOLM@STER』挿入歌                                                             |
| 11月30日 | THE IDOLM@STER ANIM@TION MASTER 05                                                                                         | 765PRO ALLSTARS | 「i」 「MEGARE!（M@STER VERSION）」 | テレビアニメ『THE IDOLM@STER』エンディングテーマ                                                 |
| 11月30日 | THE IDOLM@STER ANIM@TION MASTER 05                                                                                         | 高槻やよい（仁後真耶子）、萩原雪歩（浅倉杏美）、菊地真（平田宏美）、水瀬伊織（釘宮理恵）、三浦あずさ（たかはし智秋）、秋月律子（若林直美） | 「キミはメロディ (M@STER VERSION）」 | テレビアニメ『THE IDOLM@STER』挿入歌                                                             |
| 12月28日 | THE IDOLM@STER ANIM@TION MASTER 06                                                                                         | 菊地真（平田宏美） | 「チアリングレター」 | テレビアニメ『THE IDOLM@STER』エンディングテーマ                                                 |
| 12月28日 | THE IDOLM@STER ANIM@TION MASTER 06                                                                                         | 如月千早（今井麻美）、天海春香（中村繪里子）、星井美希（長谷川明子）、高槻やよい（仁後真耶子）、萩原雪歩（浅倉杏美）、菊地真（平田宏美）、双海亜美／真美（下田麻美）、水瀬伊織（釘宮理恵）、三浦あずさ（たかはし智秋）、四条貴音（原由実）、我那覇響（沼倉愛美）           | 「約束（TV VERSION）」 | テレビアニメ『THE IDOLM@STER』挿入歌                                                             |
| 12月29日 | アイドルマスター BD・DVD 第3巻完全生産限定版特典CD「PERFECT IDOL 02」                                                      | 菊地真（平田宏美）、双海亜美 / 真美（下田麻美）、我那覇響（沼倉愛美） | 「コーヒー1杯のイマージュ」 | テレビアニメ『THE IDOLM@STER』関連曲                                                             |
| 12月29日 | アイドルマスター BD・DVD 第3巻完全生産限定版特典CD「PERFECT IDOL 02」                                                      | 菊地真（平田宏美） | 「自転車 -HOUSE Rearrange Mix-」 | テレビアニメ『THE IDOLM@STER』関連曲                                                             |
| 2012年   | | | |                                                                                                  |
| 2月1日   | THE IDOLM@STER ANIM@TION MASTER 07                                                                                         | 星井美希（長谷川明子）、高槻やよい（仁後真耶子）、萩原雪歩（浅倉杏美）、菊地真（平田宏美）、水瀬伊織（釘宮理恵）、秋月律子（若林直美） | 「My Wish」 | テレビアニメ『THE IDOLM@STER』挿入歌                                                             |
| 2月1日   | THE IDOLM@STER ANIM@TION MASTER 07                                                                                         | 765PRO ALLSTARS | 「まっすぐ」 「いっしょ（NEW VERSION）」 | テレビアニメ『THE IDOLM@STER』エンディングテーマ                                                 |
| 2月1日   | THE IDOLM@STER ANIM@TION MASTER 07                                                                                         | 765PRO ALLSTARS | 「READY!! & CHANGE!!!! SPECIAL EDITION」 「私たちはずっと…でしょう？」 | テレビアニメ『THE IDOLM@STER』挿入歌                                                             |
| 10月17日 | THE IDOLM@STER ANIM@TION MASTER 生っすかSPECIAL 04                                                                         | 天海春香（中村繪里子）、菊地真（平田宏美）、双海真美（下田麻美） | 「Honey Heartbeat（M@STER VERSION）」 | ゲーム『THE IDOLM@STER 2』関連曲                                                                 |
| 10月17日 | THE IDOLM@STER ANIM@TION MASTER 生っすかSPECIAL 04                                                                         | 天海春香（中村繪里子）、菊地真（平田宏美）、双海真美（下田麻美） | 「初恋 〜四章 運命のイブ〜」 | テレビアニメ『THE IDOLM@STER』関連曲                                                             |
| 10月17日 | THE IDOLM@STER ANIM@TION MASTER 生っすかSPECIAL 04                                                                         | 菊地真（平田宏美） | 「Groovin' Magic」 「未来予想図II」 | テレビアニメ『THE IDOLM@STER』関連曲                                                             |
| 10月     | Catch me☆Get you! 〜BANPRESTO NO UTA〜                                                                                     | 菊地真（平田宏美）、我那覇響（沼倉愛美）、四条貴音（原由実） | 「Catch me☆Get you! 〜BANPRESTO NO UTA〜」 | ゲーム『アイドルマスター』関連曲                                                                 |
| 10月     | Catch me☆Get you! 〜BANPRESTO NO UTA〜                                                                                     | 菊地真（平田宏美） | 「Catch me☆Get you! 〜BANPRESTO NO UTA〜」 | ゲーム『アイドルマスター』関連曲                                                                 |
| 11月28日 | ら♪ら♪ら♪わんだぁらんど | 765PRO ALLSTARS featuring ぷちどる | 「ら♪ら♪ら♪わんだぁらんど」 「ら♪ら♪ら♪わんだぁらんど（とろぴかる Remix）」 | Webアニメ『ぷちます! -プチ・アイドルマスター-』テーマソング                                      |
| 2013年   | | | |                                                                                                  |
| 1月30日  | THE IDOLM@STER ANIM@TION MASTER 生っすかSPECIAL CURTAIN CALL                                                               | 菊地真（平田宏美） | 「おもいでのはじまり」 | テレビアニメ『THE IDOLM@STER』関連曲                                                             |
| 1月30日  | THE IDOLM@STER ANIM@TION MASTER 生っすかSPECIAL CURTAIN CALL                                                               | 菊地真（平田宏美）、双海亜美 / 真美（下田麻美）、水瀬伊織（釘宮理恵）、三浦あずさ（たかはし智秋）、四条貴音（原由実）、秋月律子（若林直美） | 「カーテンコール」 | テレビアニメ『THE IDOLM@STER』関連曲                                                             |
| 2月10日  | THE IDOLM@STER MASTER BOX VIII                                                                                             | 菊地真（平田宏美） | 「The world is all one !!」 「きゅんっ！ヴァンパイアガール」 「Honey Heartbeat」 「Little Match Girl」 | ゲーム『THE IDOLM@STER 2』関連曲                                                                 |
| 2月22日  | THE IDOLM@STER M@STERS OF IDOL WORLD!! 2014                                                                                | 菊地真（平田宏美） | 「MUSIC♪」 「edeN」 | ゲーム『THE IDOLM@STER SHINY FESTA』関連曲                                                       |
| 2月26日  | THE IDOLM@STER LIVE THE@TER PERFORMANCE 11                                                                                 | 菊地真（平田宏美） | 「FLY TO EVERYWHERE」 | ゲーム『アイドルマスター ミリオンライブ！』関連曲                                                |
| 2月26日  | THE IDOLM@STER LIVE THE@TER PERFORMANCE 11                                                                                 | 菊地真（平田宏美）、双海真美（下田麻美）、島原エレナ（角元明日香）、舞浜歩（戸田めぐみ） | 「Fu-Wa-Du-Wa」 | ゲーム『アイドルマスター ミリオンライブ！』関連曲                                                |
| 2月27日  | PETIT IDOLM@STER Twelve Seasons! Vol.8 菊地真&まこちー                                                                     | 菊地真（平田宏美） | 「ヨーイドン!!」 「ら♪ら♪ら♪わんだぁらんど」 「あ・り・が・と・YESTERDAYS」 | Webアニメ『ぷちます! -プチ・アイドルマスター-』関連曲                                            |
| 2月28日  | 閃乱カグラ SHINOVI VERSUS -少女達の証明- アレンジサウンドトラック『月華に舞い散る少女たち』                                | 焔（喜多村英梨）、雅緋（平田宏美） | 「月光」 | ゲーム『閃乱カグラ SHINOVI VERSUS -少女達の証明-』エンディングテーマ                             |
| 3月27日  | THE IDOLM@STER 1巻 特装版付属楽曲カバーCD                                                                                  | 菊地真（平田宏美） | 「純♥愛・ジェネレーション」 | 漫画『THE IDOLM@STER』関連曲                                                                     |
| 4月10日  | THE IDOLM@STER ANIM@TION MASTER 生っすかSPECIAL弦楽四重奏 初恋組曲                                                         | 菊地真（平田宏美） | 「初恋 〜四章 運命のイヴ〜」 | テレビアニメ『THE IDOLM@STER』関連曲                                                             |
| 4月24日  | THE IDOLM@STER LIVE THE@TER PERFORMANCE 01 Thank You!                                                                      | 765 MILLIONSTARS | 「Thank You!」 | ゲーム『アイドルマスター ミリオンライブ！』テーマソング                                          |
| 4月24日  | THE IDOLM@STER LIVE THE@TER PERFORMANCE 01 Thank You!                                                                      | 765PRO ALLSTARS | 「Thank You!」 | ゲーム『アイドルマスター ミリオンライブ！』テーマソング                                          |
| 7月7日   | THE IDOLM@STER ANIM@TION MASTER READY!! ソロ・リミックス                                                                   | 菊地真（平田宏美） | 「READY!!（M@STER VERSION）」 | テレビアニメ『THE IDOLM@STER』関連曲                                                             |
| 7月      | THE IDOLM@STER ミュージックディスクコレクション MAKOTO & HIBIKI COVER -SUMMER SONGS-                                       | 菊地真（平田宏美） | 「シーズン・イン・ザ・サン」 | ゲーム『アイドルマスター』関連曲                                                                 |
| 9月15日  | THE IDOLM@STER ANIM@TION MASTER CHANGE!!!! ソロ・リミックス                                                                | 菊地真（平田宏美） | 「CHANGE!!!!（M@STER VERSION）」 | テレビアニメ『THE IDOLM@STER』関連曲                                                             |
| 9月18日  | THE IDOLM@STER 765PRO ALLSTARS+ GRE@TEST BEST!-THE IDOLM@STER HISTORY-                                                     | 765PRO ALLSTARS | 「MUSIC♪（M@STER VERSION）」 | ゲーム『THE IDOLM@STER SHINY FESTA』関連曲                                                       |
| 11月20日 | THE IDOLM@STER 765PRO ALLSTARS+ GRE@TEST BEST!-COOL&BITTER!-                                                               | 星井美希（長谷川明子）、萩原雪歩（浅倉杏美）、菊地真（平田宏美）、四条貴音（原由実） | 「edeN（M@STER VERSION）」 | ゲーム『THE IDOLM@STER SHINY FESTA』関連曲                                                       |
| 2014年   | | | |                                                                                                  |
| 1月29日  | M@STERPIECE | 765PRO ALLSTARS | 「M@STERPIECE」 | 劇場アニメ『THE IDOLM@STER MOVIE 輝きの向こう側へ！』テーマソング                                |
| 1月29日  | M@STERPIECE | 天海春香（中村繪里子）、星井美希（長谷川明子）、如月千早（今井麻美）、高槻やよい（仁後真耶子）、菊地真（平田宏美）、水瀬伊織（釘宮理恵）、双海亜美 / 真美（下田麻美）、三浦あずさ（たかはし智秋）、萩原雪歩（浅倉杏美）、我那覇響（沼倉愛美）、四条貴音（原由実）          | 「M@STERPIECE（MOVIE VERSION）」 | 劇場アニメ『THE IDOLM@STER MOVIE 輝きの向こう側へ！』挿入歌                                      |
| 5月28日  | 「ぷちます!! -プチプチ・アイドルマスター-」エンディングテーマ マキシシングル                                               | 秋月律子（若林直美）、菊地真（平田宏美）、天海春香（中村繪里子）、如月千早（今井麻美） | 「ハロー＊ランチタイム」 | Webアニメ『ぷちます!! -プチプチ・アイドルマスター-』エンディングテーマ                           |
| 6月18日  | ラムネ色 青春 | 765PRO ALLSTARS | 「ラムネ色 青春」 | 劇場アニメ『THE IDOLM@STER MOVIE 輝きの向こう側へ！』挿入歌                                      |
| 6月18日  | ラムネ色 青春 | 高槻やよい（仁後真耶子）、菊地真（平田宏美）、水瀬伊織（釘宮理恵） | 「待ち受けプリンス（M@STER VERSION）」 | ゲーム『THE IDOLM@STER SHINY TV』関連曲                                                          |
| 7月9日   | PETIT IDOLM@STER Twelve Campaigns! vol.4 如月千早&ちひゃー+菊地真&まこちー                                                 | 菊地真（平田宏美） | 「たいせつなひと」 「ハロー＊ランチタイム」 | Webアニメ『ぷちます!! -プチプチ・アイドルマスター-』関連曲                                       |
| 8月1日   | THE IDOLM@STER 9th ANNIVERSARY WE ARE M@STERPIECE!! 自分REST@RT & SMOKY THRILL                                             | 菊地真（平田宏美） | 「自分REST@RT」 | テレビアニメ『THE IDOLM@STER』関連曲                                                             |
| 8月13日  | 虹色ミラクル | 765PRO ALLSTARS | 「虹色ミラクル」 | 劇場アニメ『THE IDOLM@STER MOVIE 輝きの向こう側へ！』エンディングテーマ                          |
| 8月27日  | THE IDOLM@STER MASTER ARTIST 3 Prologue ONLY MY NOTE                                                                       | 765PRO ALLSTARS | 「ONLY MY NOTE（M@STER VERSION）」 | ゲーム『アイドルマスター ワンフォーオール』関連曲                                                |
| 10月4日  | THE IDOLM@STER 9th ANNIVERSARY WE ARE M@STERPIECE!! We Have A Dream & カーテンコール                                       | 菊地真（平田宏美） | 「カーテンコール」 | テレビアニメ『THE IDOLM@STER』関連曲                                                             |
| 11月27日 | デカ盛り 閃乱カグラ 全曲入り大盛りサウンドトラックCD                                                                       | 雅緋（平田宏美） | 「絶望のマキャヴェリズム」 | ゲーム『デカ盛り 閃乱カグラ』関連曲                                                              |
| 2015年   | | | |                                                                                                  |
| 1月28日  | THE IDOLM@STER LIVE THE@TER HARMONY 07                                                                                     | BIRTH | 「Birth of Color」 「Welcome!!」 | ゲーム『アイドルマスター ミリオンライブ！』関連曲                                                |
| 1月28日  | THE IDOLM@STER LIVE THE@TER HARMONY 07                                                                                     | 菊地真（平田宏美） | 「WORLD WIDE DANCE!!!」 | ゲーム『アイドルマスター ミリオンライブ！』関連曲                                                |
| 4月22日  | THE IDOLM@STER MASTER ARTIST3 03 菊地真                                                                                    | 菊地真（平田宏美） | 「絶険、あるいは逃げられぬ恋（M@STER VERSION）」 「It's Show（M@STER VERSION）」 「アンバランスなKissをして」 「変わらないもの」 「キミ＊チャンネル（M@STER VERSION）」 「ONLY MY NOTE（M@STER VERSION）」 | ゲーム『アイドルマスター ワンフォーオール』関連曲                                                |
| 6月24日  | THE IDOLM@STER 765PRO LIVE THE@TER COLLECTION Vol.1                                                                        | 765PRO ALLSTARS | 「Welcome!!」 | ゲーム『アイドルマスター ミリオンライブ！』関連曲                                                |
| 7月17日  | THE IDOLM@STER M@STERS OF IDOL WORLD!!2015 M@STERPIECE & 10th Anniversary Mix                                              | 菊地真（平田宏美） | 「M@STERPIECE」 | 劇場アニメ『THE IDOLM@STER MOVIE 輝きの向こう側へ！』関連曲                                      |
| 7月17日  | THE IDOLM@STER LIVE THE@TER SOLO COLLECTION Vol.02                                                                         | 菊地真（平田宏美） | 「Birth of Color」 | ゲーム『アイドルマスター ミリオンライブ！』関連曲                                                |
| 9月30日  | THE IDOLM@STER LIVE THE@TER DREAMERS 01 Dreaming!                                                                          | MILLION ALLSTARS | 「Welcome!!」 | ゲーム『アイドルマスター ミリオンライブ！』関連曲                                                |
| 2016年   | | | |                                                                                                  |
| 2月17日  | THE IDOLM@STER MASTER ARTIST 3 FINALE Destiny                                                                              | 765PRO ALLSTARS | 「Destiny（M@STER VERSION）」 | ゲーム『アイドルマスター ワンフォーオール』関連曲                                                |
| 3月23日  | THE IDOLM@STER LIVE THE@TER DREAMERS 06                                                                                    | 大神環（稲川英里）、菊地真（平田宏美）、高坂海美（上田麗奈）、島原エレナ（角元明日香）、田中琴葉（種田梨沙）、永吉昴（斉藤佑圭）、福田のり子（浜崎奈々）、双海真美（下田麻美）、星井美希（長谷川明子）、舞浜歩（戸田めぐみ）                                               | 「Dreaming!」 | ゲーム『アイドルマスター ミリオンライブ！』関連曲                                                |
| 3月23日  | THE IDOLM@STER LIVE THE@TER DREAMERS 06                                                                                    | 菊地真（平田宏美）、舞浜歩（戸田めぐみ） | 「Beat the World!!」 | ゲーム『アイドルマスター ミリオンライブ！』関連曲                                                |
| 7月20日  | THE IDOLM@STER PLATINUM MASTER 00 Happy!                                                                                   | 星井美希（長谷川明子）、高槻やよい（仁後真耶子）、菊地真（平田宏美）、双海亜美 / 真美（下田麻美）、四条貴音（原由実） | 「ザ・ライブ革命でSHOW!（M@STER VERSION）」 | ゲーム『アイドルマスター プラチナスターズ』関連曲                                                |
| 8月17日  | THE IDOLM@STER PLATINUM MASTER 01 Miracle Night                                                                            | 天海春香（中村繪里子）、菊地真（平田宏美）、双海亜美 / 真美（下田麻美）、水瀬伊織（釘宮理恵） | 「Miracle Night（M@STER VERSION）」 | ゲーム『アイドルマスター プラチナスターズ』関連曲                                                |
| 2017年   | | | |                                                                                                  |
| 1月27日  | THE IDOLM@STER PRODUCER MEETING 2017 765PRO ALLSTARS -Fun to the new vision!! 会場オリジナルCD MiracleResistanceアマテラス | 菊地真（平田宏美） | 「Miracle Night（M@STER VERSION）真ソロ・リミックス」 | ゲーム『アイドルマスター プラチナスターズ』関連曲                                                |
| 3月29日  | THE IDOLM@STER PLATINUM MASTER ENCORE 紅白応援V                                                                            | 765PRO ALLSTARS | 「紅白応援V」 「チェリー -PRODUCER MEETING 2017 MIX-」 「団結2010 -PRODUCER MEETING 2017 MIX-」 | イベント『THE IDOLM@STER PRODUCER MEETING 2017 765PRO ALLSTARS -Fun to the new vision!!-』関連曲 |
| 3月29日  | THE IDOLM@STER PLATINUM MASTER ENCORE 紅白応援V                                                                            | 菊地真（平田宏美）、双海亜美 / 真美（下田麻美） | 「紅白応援V」 | イベント『THE IDOLM@STER PRODUCER MEETING 2017 765PRO ALLSTARS -Fun to the new vision!!-』関連曲 |
| 7月26日  | THE IDOLM@STER MILLION THE@TER GENERATION 01 Brand New Theater!                                                            | 765 MILLION ALLSTARS | 「Brand New Theater!」 | ゲーム『アイドルマスター ミリオンライブ！ シアターデイズ』テーマソング                           |
| 7月26日  | THE IDOLM@STER MILLION THE@TER GENERATION 01 Brand New Theater!                                                            | 765 MILLION ALLSTARS | 「Dreaming!」 | ゲーム『アイドルマスター ミリオンライブ！ シアターデイズ』関連曲                                 |
| 10月7日  | THE IDOLM@STER 765 MILLIONSTARS HOTCHPOTCH FESTIV@L!! Happy!でSHOW!                                                        | 菊地真（平田宏美） | 「ザ・ライブ革命でSHOW!（M@STER VERSION）」 | ゲーム『アイドルマスター プラチナスターズ』関連曲                                                |
| 10月18日 | THE IDOLM@STER MASTER PRIMAL DANCIN' BLUE                                                                                  | 高槻やよい（仁後真耶子）、菊地真（平田宏美）、双海亜美 / 真美（下田麻美）、我那覇響（沼倉愛美） | 「Light Year Song」 | ゲーム『アイドルマスター』関連曲                                                                 |
| 10月18日 | THE IDOLM@STER MASTER PRIMAL DANCIN' BLUE                                                                                  | 菊地真（平田宏美）、我那覇響（沼倉愛美） | 「ブルウ・スタア」 | ゲーム『アイドルマスター』関連曲                                                                 |
| 11月29日 | - | 飛鳥（原田ひとみ）、雪泉（原由実）、焔（喜多村英梨）、雅緋（平田宏美） | 「集結の華々」 | ゲーム『シノビマスター 閃乱カグラ NEW LINK』主題歌                                               |
| 12月22日 | THE IDOLM@STER STELLA MASTER 00 ToP!!!!!!!!!!!!!                                                                           | 765PRO ALLSTARS | 「ToP!!!!!!!!!!!!!（M@STER VERSION）」 | ゲーム『アイドルマスター ステラステージ』関連曲                                                  |
| 2018年   | | | |                                                                                                  |
| 1月5日   | THE IDOLM@STER ニューイヤーライブ!! 初星宴舞 会場オリジナルCD                                                              | 天海春香（中村繪里子）、菊地真（平田宏美）、我那覇響（沼倉愛美） | 「キミ＊チャンネル（M@STER VERSION）」 | ゲーム『アイドルマスター ワンフォーオール』関連曲                                                |
| 1月5日   | THE IDOLM@STER LIVE THE@TER SOLO COLLECTION 05 765PRO ALLSTARS                                                             | 菊地真（平田宏美） | 「Beat the World!!」 | ゲーム『アイドルマスター ミリオンライブ！』関連曲                                                |
| 1月31日  | THE IDOLM@STER MILLION THE@TER GENERATION 04 プリンセススターズ                                                            | プリンセススターズ | 「Brand New Theater!」 | ゲーム『アイドルマスター ミリオンライブ！ シアターデイズ』関連曲                                 |
| 2月7日   | THE IDOLM@STER STELLA MASTER 01 Vertex Meister                                                                             | 如月千早（今井麻美）、秋月律子（若林直美）、菊地真（平田宏美）、四条貴音（原由実）、我那覇響（沼倉愛美） | 「Vertex Meister（M@STER VERSION）」 | ゲーム『アイドルマスター ステラステージ』関連曲                                                  |
| 4月18日  | THE IDOLM@STER STELLA MASTER 03 そしてぼくらは旅にでる                                                                     | 天海春香（中村繪里子）、菊地真（平田宏美）、双海真美（下田麻美） | 「咲きませ!!乙女塾」 | ゲーム『アイドルマスター ステラステージ』関連曲                                                  |
| 6月13日  | THE IDOLM@STER STELLA MASTER ENCORE shy→shining                                                                            | 765PRO ALLSTARS | 「shy→shining（M@STER VERSION）」 | ゲーム『アイドルマスター ステラステージ』関連曲                                                  |
| 8月4日   | THE IDOLM@STER PRODUCER MEETING 2018 What is TOP!!!!!!!!!!!!!? 会場オリジナルCD                                            | 菊地真（平田宏美） | 「Vertex Meister（M@STER VERSION） 真ソロ・リミックス」 | ゲーム『アイドルマスター ステラステージ』関連曲                                                  |
| 8月29日  | THE IDOLM@STER MILLION THE@TER GENERATION 11 UNION!!                                                                       | 765 MILLION ALLSTARS | 「UNION!!」 | ゲーム『アイドルマスター ミリオンライブ！ シアターデイズ』関連曲                                 |
| 2019年   | | | |                                                                                                  |
| 1月9日   | THE IDOLM@STER 初星-mix | 765PRO ALLSTARS | 「THE IDOLM@STER 初星-mix」 | ライブイベント『THE IDOLM@STER ニューイヤーライブ!! 初星宴舞』関連曲                             |
| 1月30日  | THE IDOLM@STER ニューイヤーライブ!! 初星宴舞 LIVE Blu-ray 絢爛装丁版 特典CD                                                | 765PRO ALLSTARS | 「THE IDOLM@STER 初星-mix ロングイントロver.」 | ライブイベント『THE IDOLM@STER ニューイヤーライブ!! 初星宴舞』関連曲                             |
| 6月26日  | THE IDOLM@STER MILLION THE@TER GENERATION 18 765PRO ALLSTARS                                                               | 765PRO ALLSTARS | 「LEADER!!」 「Brand New Theater!」 | ゲーム『アイドルマスター ミリオンライブ！ シアターデイズ』関連曲                                 |
| 7月24日  | THE IDOLM@STER MILLION THE@TER WAVE 01 Flyers!!!                                                                           | 765 MILLION ALLSTARS | 「Flyers!!!」 | ゲーム『アイドルマスター ミリオンライブ！ シアターデイズ』関連曲                                 |
| 7月24日  | THE IDOLM@STER MILLION THE@TER WAVE 01 Flyers!!!                                                                           | ジェネシス×ネメシス | 「Justice OR Voice」 | ゲーム『アイドルマスター ミリオンライブ！ シアターデイズ』関連曲                                 |
| 9月25日  | THE IDOLM@STER MILLION THE@TER WAVE 03                                                                                     | Xs | 「ラビットファー」 「Dreamy Dream」 | ゲーム『アイドルマスター ミリオンライブ！ シアターデイズ』関連曲                                 |
| 11月27日 | THE IDOLM@STER THE@TER CHALLENGE 02                                                                                        | 如月千早（今井麻美）、星井美希（長谷川明子）、エミリー スチュアート（郁原ゆう）、菊地真（平田宏美）、天海春香（中村繪里子） | 「World Changer」 「DIAMOND DAYS」 | ゲーム『アイドルマスター ミリオンライブ！ シアターデイズ』関連曲                                 |
| 2020年   | | | |                                                                                                  |
| 8月26日  | THE IDOLM@STER MILLION THE@TER WAVE 10 Glow Map                                                                            | 765 MILLION ALLSTARS | 「Glow Map」 | ゲーム『アイドルマスター ミリオンライブ！ シアターデイズ』関連曲                                 |
| 11月11日 | THE IDOLM@STER MASTER ARTIST 4 04 菊地真                                                                                   | 菊地真（平田宏美） | 「Ever Sunny」 「愛のうた」 「ロマンティック 浮かれモード」 「マジで...!?」 「New Me, Continued」 | 『アイドルマスター』関連曲                                                                       |
| 2021年   | | | |                                                                                                  |
| 7月28日  | THE IDOLM@STER MILLION THE@TER SEASON Harmony 4 You                                                                        | 765 MILLION ALLSTARS | 「Harmony 4 You」 | ゲーム『アイドルマスター ミリオンライブ！ シアターデイズ』関連曲                                 |
| 7月28日  | THE IDOLM@STER MILLION THE@TER SEASON Harmony 4 You                                                                        | 765PRO ALLSTARS | 「EVERYDAY STARS!!」 | ゲーム『アイドルマスター ミリオンライブ！ シアターデイズ』関連曲                                 |
| 8月4日   | VOY@GER | THE IDOLM@STER FIVE STARS!!! | 「VOY@GER」 | 「アイドルマスターシリーズ」イメージソング                                                       |
| 8月4日   | VOY@GER 765PRO ALLSTARS盤                                                                                                  | 765PRO ALLSTARS | 「VOY@GER」 | 「アイドルマスターシリーズ」イメージソング                                                       |
| 8月4日   | VOY@GER 765PRO ALLSTARS盤                                                                                                  | 菊地真（平田宏美） | 「VOY@GER」 | 「アイドルマスターシリーズ」イメージソング                                                       |
| 10月6日  | THE IDOLM@STER STARLIT SEASON 00 GR@TITUDE                                                                                 | Project LUMINOUS | 「GR@TITUDE」 | ゲーム『アイドルマスター スターリットシーズン』関連曲                                            |
| 10月6日  | THE IDOLM@STER STARLIT SEASON 00 GR@TITUDE 日本コロムビア盤                                                                | 765PRO ALLSTARS | 「GR@TITUDE」 | ゲーム『アイドルマスター スターリットシーズン』関連曲                                            |
| 12月1日  | THE IDOLM@STER STARLIT SEASON 01                                                                                           | Project LUMINOUS | 「THE IDOLM@STER」 | ゲーム『アイドルマスター スターリットシーズン』関連曲                                            |
| 12月1日  | THE IDOLM@STER STARLIT SEASON 01                                                                                           | 765PRO ALLSTARS、MILLIONSTARS | 「Thank you!」 | ゲーム『アイドルマスター スターリットシーズン』関連曲                                            |
| 12月1日  | THE IDOLM@STER STARLIT SEASON 01                                                                                           | 765PRO ALLSTARS、シャイニーカラーズ | 「Spread the Wings!!」 | ゲーム『アイドルマスター スターリットシーズン』関連曲                                            |
| 12月1日  | THE IDOLM@STER STARLIT SEASON 01                                                                                           | 天海春香（中村繪里子）、水瀬伊織（釘宮理恵）、菊地真（平田宏美）、我那覇響（沼倉愛美）、安部菜々（三宅麻理恵）、双葉杏（五十嵐裕美）、春日未来（山崎はるか）、大崎甘奈（黒木ほの香）、大崎甜花（前川涼子）、奥空心白（田中あいみ）                                         | 「SESSION!」 | ゲーム『アイドルマスター スターリットシーズン』関連曲                                            |
| 12月22日 | THE IDOLM@STER MILLION LIVE! M@STER SPARKLE2 03                                                                            | 菊地真（平田宏美） | 「セピアカラフル」 | ゲーム『アイドルマスター ミリオンライブ！ シアターデイズ』関連曲                                 |
| 2022年   | | | |                                                                                                  |
| 1月19日  | THE IDOLM@STER STARLIT SEASON 02                                                                                           | 765PRO ALLSTARS、シャイニーカラーズ | 「READY!!」 | ゲーム『アイドルマスター スターリットシーズン』関連曲                                            |
| 1月19日  | THE IDOLM@STER STARLIT SEASON 02                                                                                           | 765PRO ALLSTARS、CINDERELLA GIRLS、MILLIONSTARS | 「Brand New Theater!」 | ゲーム『アイドルマスター スターリットシーズン』関連曲                                            |
| 2月23日  | THE IDOLM@STER MILLION THE@TER SEASON CLEVER CLOVER                                                                        | 菊地真（平田宏美）、二階堂千鶴（野村香菜子）、島原エレナ（角元明日香）、真壁瑞希（阿部里果） | 「トレフル・ド・ノエル」 | ゲーム『アイドルマスター ミリオンライブ！ シアターデイズ』関連曲                                 |
| 2月23日  | THE IDOLM@STER MILLION THE@TER SEASON CLEVER CLOVER                                                                        | CLEVER CLOVER | 「Shamrock Vivace」 「Harmony 4 You」 |                                                                                                  |
| 3月2日   | THE IDOLM@STER STARLIT SEASON 03                                                                                           | 765PRO ALLSTARS、MILLIONSTARS | 「UNION!!」 | ゲーム『アイドルマスター スターリットシーズン』関連曲                                            |
| 4月13日  | THE IDOLM@STER STARLIT SEASON 04                                                                                           | 765PRO ALLSTARS | 「IDOL☆HEART」 | ゲーム『アイドルマスター スターリットシーズン』関連曲                                            |
| 4月13日  | THE IDOLM@STER STARLIT SEASON 04                                                                                           | 天海春香（中村繪里子）、水瀬伊織（釘宮理恵）、菊地真（平田宏美）、我那覇響（沼倉愛美）、安部菜々（三宅麻理恵）、双葉杏（五十嵐裕美）、春日未来（山崎はるか）、田中琴葉（種田梨沙）、大崎甘奈（黒木ほの香）、大崎甜花（前川涼子）、奥空心白（田中あいみ）、詩花（高橋李依） | 「KAWAII ウォーズ」 | ゲーム『アイドルマスター スターリットシーズン』関連曲                                            |
| 4月13日  | THE IDOLM@STER STARLIT SEASON 04                                                                                           | Project LUMINOUS、DIAMANT | 「GR＠TITUDE」 | ゲーム『アイドルマスター スターリットシーズン』関連曲                                            |
| 4月13日  | THE IDOLM@STER STARLIT SEASON 04                                                                                           | 765PRO ALLSTARS、奥空心白（田中あいみ）、亜夜（日高里菜） | 「なんどでも笑おう」 | ゲーム『アイドルマスター スターリットシーズン』関連曲                                            |
| 7月9日   | THE IDOLM@STER LIVE THE@TER SOLO COLLECTION 10 765PRO ALLSTARS                                                             | 菊地真（平田宏美） | 「Justice OR Voice」 | ゲーム『アイドルマスター ミリオンライブ！ シアターデイズ』関連曲                                 |
| 7月9日   | THE IDOLM@STER 765PRO ALLSTARS LIVE SUNRICH COLORFUL コロムビア会場オリジナルCD                                            | 菊地真（平田宏美） | 「Light Year Song」 | ゲーム『アイドルマスター』関連曲                                                                 |
| 7月27日  | THE IDOLM@STER MILLION THE@TER SEASON 夢にかけるRainbow                                                                    | 765 MILLION ALLSTARS | 「夢にかけるRainbow」 | ゲーム『アイドルマスター ミリオンライブ！ シアターデイズ』関連曲                                 |
| 7月27日  | THE IDOLM@STER MILLION THE@TER SEASON 夢にかけるRainbow                                                                    | プリンセススターズ | 「夢にかけるRainbow」 | ゲーム『アイドルマスター ミリオンライブ！ シアターデイズ』関連曲                                 |
| 12月14日 | THE IDOLM@STER MILLION THE@TER VARIETY 02                                                                                  | 765 MILLION ALLSTARS | 「Brand New Theater! 〜Brand New Year Ver.〜」 | ゲーム『アイドルマスター ミリオンライブ！ シアターデイズ』関連曲                                 |
| 2023年   | | | |                                                                                                  |
| 2月11日  | THE IDOLM@STER M@STERS OF IDOL WORLD!!!!! 2023 なんどでも笑おう                                                            | 765PRO ALLSTARS | 「なんどでも笑おう」 | 「アイドルマスターシリーズ」関連曲                                                               |
| 2月11日  | THE IDOLM@STER M@STERS OF IDOL WORLD!!!!! 2023 なんどでも笑おう                                                            | 菊地真（平田宏美） | 「なんどでも笑おう」 | 「アイドルマスターシリーズ」関連曲                                                               |
| 3月23日  | THE IDOLM@STER 765 MILLION ALLSTARS BEST                                                                                   | 765 MILLION ALLSTARS | 「Thank You!（765 MILLION ALLSTARS ver.）」 「夢にかけるRainbow（Brand New Ver.）」 「Crossing!」 | ゲーム『アイドルマスター ミリオンライブ！ シアターデイズ』関連曲                                 |
| 5月31日  | THE IDOLM@STER MILLION THE@TER VARIETY 03                                                                                  | 萩原雪歩（浅倉杏美）、福田のり子（浜崎奈々）、菊地真（平田宏美）、最上静香（田所あずさ）、永吉昴（斉藤佑圭） | 「春風満帆スターティング」 | ゲーム『アイドルマスター ミリオンライブ！ シアターデイズ』関連曲                                 |
| 7月26日  | THE IDOLM@STER 765PRO LIVE THE@TER COLLECTION Vol.2                                                                        | 765PRO ALLSTARS | 「Dreaming!」 「UNION!!」 「Flyers!!!」 「Glow Map」 「Harmony 4 You」 「夢にかけるRainbow」 | ゲーム『アイドルマスター ミリオンライブ！ シアターデイズ』関連曲                                 |
| 7月26日  | THE IDOLM@STER MILLION LIVE! グッドサイン                                                                                  | 765 MILLION ALLSTARS | 「グッドサイン」 | ゲーム『アイドルマスター ミリオンライブ！ シアターデイズ』関連曲                                 |
| 7月26日  | THE IDOLM@STER MILLION LIVE! グッドサイン                                                                                  | 765PRO ALLSTARS | 「グッドサイン」 | ゲーム『アイドルマスター ミリオンライブ！ シアターデイズ』関連曲                                 |
| 2024年   | | | |                                                                                                  |
| 2月21日  | THE IDOLM@STER MILLION ANIMATION THE@TER START THE DREAM                                                                   | 765 MILLIONSTARS | 「READY!!（Anime ver.）」 | テレビアニメ『アイドルマスター ミリオンライブ！』挿入歌                                          |
| 3月16日  | 『菊地真・萩原雪歩 twin live はんげつであえたら』会場オリジナルCD                                                          | 菊地真（平田宏美）、萩原雪歩（浅倉杏美） | 「Halftone」 「自転車」 「9:02pm（M@STER VERSION）」 | ライブイベント『菊地真・萩原雪歩 twin live はんげつであえたら』関連曲                            |
| 3月16日  | 『菊地真・萩原雪歩 twin live はんげつであえたら』会場オリジナルCD                                                          | 菊地真（平田宏美） | 「Halftone」 | ライブイベント『菊地真・萩原雪歩 twin live はんげつであえたら』関連曲                            |
| 3月16日  | 『菊地真・萩原雪歩 twin live はんげつであえたら』会場オリジナルCD                                                          | 萩原雪歩（浅倉杏美）、菊地真（平田宏美） | 「Kosmos, Cosmos」 「アマテラス（M@STER VERSION）」 | ライブイベント『菊地真・萩原雪歩 twin live はんげつであえたら』関連曲                            |
| 4月24日  | THE IDOLM@STER MILLION C@STING 04 銀のテーブル木苺ジャム                                                                   | 水瀬伊織（釘宮理恵）、最上静香（田所あずさ）、矢吹可奈（木戸衣吹）、松田亜利沙（村川梨衣）、菊地真（平田宏美） | 「銀のテーブル木苺ジャム」 | ゲーム『アイドルマスター ミリオンライブ！ シアターデイズ』関連曲                                 |
| 7⽉31⽇  | THE IDOLM@STER MILLION LIVE! 7Days A Week!!                                                                                | 765 MILLION ALLSTARS | 「7Days A Week!!」 「DIAMOND DAYS」 | ゲーム『アイドルマスター ミリオンライブ！ シアターデイズ』関連曲                                 |
| 7⽉31⽇  | THE IDOLM@STER MILLION LIVE! 7Days A Week!!                                                                                | 水瀬伊織（釘宮理恵）、最上静香（田所あずさ）、矢吹可奈（木戸衣吹）、松田亜利沙（村川梨衣）、菊地真（平田宏美） | 「DIAMOND DAYS」 | ゲーム『アイドルマスター ミリオンライブ！ シアターデイズ』関連曲                                 |
| 7⽉31⽇  | THE IDOLM@STER LIVE THE@TER SOLO COLLECTION 「DIAMOND DAYS」 765PRO ALLSTARS                                               | 菊地真（平田宏美） | 「DIAMOND DAYS」 | ゲーム『アイドルマスター ミリオンライブ！ シアターデイズ』関連曲                                 |
| 8月28日  | THE IDOLM@STER MILLION MOVEMENT OF ASTROLOGIA 02 ilLUmiNAte!                                                               | 菊地真（平田宏美）、如月千早（今井麻美）、我那覇響（沼倉愛美）、三浦あずさ（たかはし智秋） | 「ilLUmiNAte!」 | ゲーム『アイドルマスター ミリオンライブ！ シアターデイズ』関連曲                                 |
| 2025年   | | | |                                                                                                  |
| 3月29日  | THE IDOLM@STER LIVE THE@TER SOLO COLLECTION 14 765PRO ALLSTARS                                                             | 菊地真（平田宏美） | 「銀のテーブル木苺ジャム」 | ゲーム『アイドルマスター ミリオンライブ！ シアターデイズ』関連曲                                 |
| 3月29日  | THE IDOLM@STER 765 MILLIONSTARS HOTCHPOTCH FESTIV@L!! 2 会場オリジナルCD                                                   | 菊地真（平田宏美） | 「ToP!!!!!!!!!!!!! (M＠STER VERSION)」 「咲きませ！！乙女塾」 | ゲーム『アイドルマスター』関連曲                                                                 |
| 9月17日  | THE IDOLM@STER MILLION LIVE! SPECIAL SOLO RECORDS 菊地真                                                                   | 菊地真（平田宏美） | 「 Brand New Theater!」 「UNION!!」 「Flyers!!!」 「Glow Map」 「Harmony 4 You」 「夢にかけるRainbow」 「Crossing!」 「グッドサイン」 「7Days A Week!!」 | ゲーム『アイドルマスター ミリオンライブ！ シアターデイズ』関連曲                                 |

### その他参加楽曲
| 発売日        | 商品名                                 | 歌                               | 楽曲                                     | 備考                                     |
| ------------- | -------------------------------------- | -------------------------------- | ---------------------------------------- | ---------------------------------------- |
| 1998年7月8日  | DIVE INTO CARNIVA                      | 手塚ちはる、平田宏美             | 「Dreaming Child」                       | ラジオ『カーニバルだよ、ちはる組』関連曲 |
| 2008年6月4日  | THE IDOLM@STER RADIO COLORFUL MEMORIES | たかはし智秋、今井麻美、平田宏美 | 「HOT LIMIT」                            | ラジオ『THE IDOLM@STER RADIO』関連曲     |
| 2009年3月25日 | THE IDOLM@STER RADIO 歌道場            | たかはし智秋、今井麻美、平田宏美 | 「ベルサイユのばら〜薔薇は美しく散る〜」 | ラジオ『THE IDOLM@STER RADIO』関連曲     |